# Рудько, Артур Алексеевич
Арту́р Алексе́евич Рудько́ (укр. Артур Олексійович Рудько; 7 мая 1992, Киев, Украина) — украинский футболист, вратарь одесского «Черноморца».

## Биография
Родился в Киеве. С восьми лет занимался футболом в детской школе «Динамо». Далее вратарь совершенствовал мастерство в группах Валерия Кинашенко и Сергея Процюка, Олега Крысана и Юрия Леня, а также у тренера голкиперов — Вячеслава Богоделова. В ДЮФЛ Рудько по два сезона провёл за ФК «Отрадный» и «Динамо». В выпускном году вратарь с товарищами стал чемпионом Украины.
Из чемпионской команды 1992 года рождения (тренеры Алексей Дроценко и Сергей Борисович Коновалов) около 15-ти выпускников 2009 года перешли в молодёжный состав или «Динамо-2». Рудько попал во вторую команду, которой руководили Геннадий Литовченко и Юрий Калитвинцев. В первом своём взрослом сезоне 2009/10 вратарь сыграл в первой лиге 17 матчей, в которых пропустил 22 мяча. В январе 2010 года в составе «Динамо-2» принял участие в Мемориале Олега Макарова, по результатам которого стал лучшим вратарём турнира. В июле 2013 года был переведён из «Динамо-2» в молодёжную команду киевлян, несколько раз попадал в заявку на матч основной команды, однако на поле не выходил. 14 мая 2016 года дебютировал в основе «Динамо» в игре против харьковского «Металлиста». 28 сентября 2016 года дебютировал в Лиге чемпионов УЕФА матчем против турецкого «Бешикташа» (1:1)
Летом 2015 вместе с группой других игроков «Динамо» из 12 человек ушёл в аренду в ужгородскую «Говерлу». В украинской Премьер-лиге дебютировал 19 июля 2015 в матче первого тура чемпионата против днепропетровского «Днепра» (1:1), в котором сыграл весь матч. По завершении срока аренды вернулся в «Динамо».

## Международная карьера
С 2007 года Рудько выступал за сборные Украины разных возрастов.

## Достижения
«Динамо» (Киев)
- Чемпион Украины: 2015/16
- Обладатель Кубка Украины (2): 2013/14, 2014/15
- Обладатель Суперкубка Украины (3): 2016, 2018, 2019

«Шахтёр» (Донецк)
- Чемпион Украины: 2023/24
- Обладатель Кубка Украины: 2023/24